# 漢武盛世

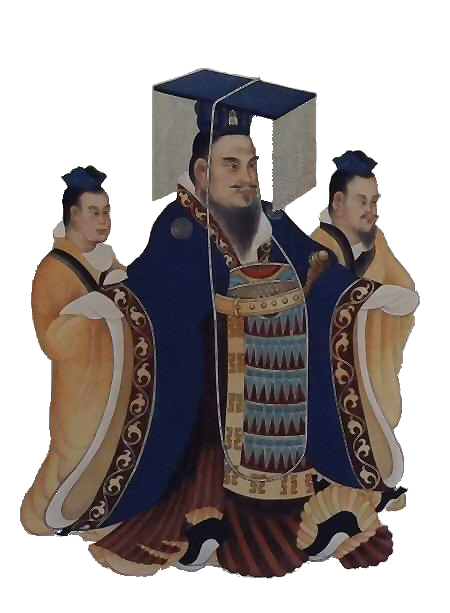
漢武帝——刘彻

漢武盛世是西漢的全盛時期，漢武帝身為雄才大略的政治家，他的時代所產生的政治思想與規劃，在歷史留下了深刻的影響。漢武帝時代，以漢人為主體、統一的多民族國家得到空前的鞏固，漢文化的主流形態基本形成，中國開始以文明和富強的政治實體和文化實體聞名於世。
漢武帝時代是個人才輩出的時代。文學、史學、哲學、政治學、經濟學、軍事學等，在這一時期都有相當程度的發展。當時的西漢帝國以其精神文化和物質文化的輝煌成就成為東方文明的驕傲，在林立於世界的不同文化體系之中居於領先的地位。漢武帝時代的政治體制、經濟形式和文化格局，對後世皆留下相當重要的歷史影響。
不過有些傳統史家如司馬遷、班固和司馬光均認為，漢武帝力行中央集權、開疆拓土、獨尊儒術、設罝五經博士等政策，雖然在歷史留下不可磨滅的貢獻，不過在位中期之後，由於武帝本人好大喜功、放縱享樂、荒誕迷信、殘暴多疑、窮兵黷武等種種行為，造成西漢國力、社會經濟、人口數量大幅衰退，當時人民承受這些現象的苦果，生活陷於水深火熱，因此他們稱所謂的“漢武盛世”，不過在文治學術方面尤為人稱道，至於武功方面则通常同情於对人民财货与生命付出过度的损失与牺牲。

## 內政

### 人才輩出

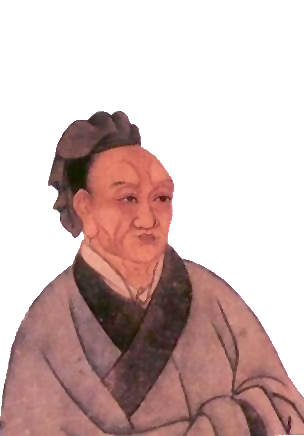
漢朝史學家司马迁

西元前141年，16歲的漢景帝子劉徹即位，是為漢武帝。漢武帝在位54年，將中國歷史帶領到新的階段。
按照班固在《漢書‧武帝紀》贊語中的說法，漢武帝「疇咨海內，舉其俊茂，與之立功」。他的功業，其實是當時「海內」「俊茂」們共同創造的成果。
《漢書‧公孫弘卜式兒寬傳》最後的贊語中寫道，武帝時代是兩漢時期中在識人用人方面最值得肯定的歷史時期：「漢之得人，於茲為盛。」當時的「儒雅」之士如公孫弘、董仲舒、兒寬，「篤行」之士如石建、石慶，「質直」之士如汲黯、卜式，「推賢」之士如韓安國、鄭當時，「定令」時士如趙禹、張湯，「文章」之士如司馬遷、司馬相如，「滑稽」之士如東方朔、枚皋，「應對」之士如嚴助、朱買臣，「歷數」之士如唐都、洛下閎，「協律」之士如李延年，「運籌」之士如桑弘羊，「奉使」之士如張騫、蘇武，「將率」之士如衛青、霍去病，「受遺」之士如霍光、金日磾等，都在歷史上留有盛名。而其他族繁不及備載的，如「飛將軍」李廣等其他人才，更加體現出漢武帝時代是個人才輩出的時代。班固總結說：「是以興造功業，制度遺文，後世莫及。」他認為漢武帝時代的「功業」「制度」之所以具有突出的歷史地位，正是由於漢武帝身邊聚集了各種不同類型的人才。

### 鞏固中央集權
漢武帝即位後，經過文景兩朝的「眾建諸侯」與平定七國之亂後，同姓諸侯王的勢力大為降低。在這樣的歷史背景下，漢武帝為了鞏固大一統的國家，於是持續推動專制的中央集權，又進行了各方面的努力。
元朔二年（前127年），漢武帝採用主父偃的建議，下「推恩令」。允許諸侯王推「私恩」把王國土地戶口的一部分分給子弟為列侯，由皇帝確定這些侯國的名號。於是使諸侯王多以分戶邑封子孫，致使王國裡不斷分出若干由郡統轄的小侯，一時諸王的子孫都得以成為列侯。另一方面，對於一直渴望削弱地方諸侯勢力的王朝中樞來說，收到「不行黜陟而藩國自析」的效用，中央政府不必刻意打擊，各個諸侯國已經在實際上自行解體。
隨後，發生淮南王劉安和衡山王劉賜謀反的事件。漢武帝利用此案，在元狩元年（前122年）下令盡捕他們的賓客黨羽，牽連致死的多達數萬人。漢武帝又頒佈「左官律」和「附益之法，規定王國職官為「左官」，宣示其等級低下，表明歧視之意，以此控制人才流向，壓抑諸侯王屬下官吏的地位，嚴懲服務於諸侯王的犯罪官吏。並且嚴格限制士人和諸侯交遊，又嚴禁朝臣外附諸侯王，限制諸侯王結黨營私。此後，諸侯只能衣食租稅，不得參與政事。此後，諸侯王宗族中支脈疏遠的人，逐漸與一般人民沒有任何區別。
元鼎五年（前112年），漢武帝又藉口列侯所獻宗廟祭祀用的酎金分量和成色不足，奪爵一百零六人。其他列侯因為其他原因而陸續失去爵位的，也不在少數。

### 削弱相權
自漢初以來，繼承秦制，丞相有相當大的權力。漢高祖劉邦和漢惠帝劉盈分別以第一代功臣中功次居於前列的蕭何、曹參為丞相，丞相位望曾經盛極一時。《漢書‧百官公卿表上》：丞相的職能，是「掌丞天子助理萬機」
。當時的丞相，實際上是朝廷掌握行政實權的總理大臣。漢景帝時，竇太后期望封皇后的哥哥王信為侯，漢景帝表示：「請得與丞相計之。」於是與丞相周亞夫商議，周亞夫以高祖劉邦「非有功，不得侯」的預先約定予以堅定的拒絕。漢景帝默然而有沮喪色。可見當時相權之重。
漢武帝初年，田蚡任丞相職，曾薦舉升遷的官員，其中有從平民直接任職級二千石的高級官僚，讓皇帝的用人權利受到侵犯。於是漢武帝表達內心的不悅，說道：「你薦舉的官吏說完了嗎？朕也有要薦舉的官吏。」田蚡也曾經請求佔用官營手工業管理部門少府考工室的地方用以擴建宅第，漢武帝憤怒地說：「你為什麼不索性佔用武庫之地呢！」
漢武帝親政後，有意提升君主的權利，於是改變丞相位高權重的傳統。他經常更換丞相，在漢武帝在位五十四年間，先後用相十三人，平均任職時間只有四年多，其中三人在任上去世，有三人被免職，二人有罪自殺，三人下獄處死，這是在中國歷史上，首次見到多位政府高層官員受到嚴厲處置。漢武帝還曾經有設置左右二丞相的意圖。征和二年，他任命劉屈氂左丞相，頒佈詔書，宣佈分丞相官署為兩府，以期待天下遠方合適的人選。後來分設左右丞相的設想，並未付諸實施。
漢武帝還特意從身分低微的士人中破格選用人才，擔任參與國家政治中樞主要決策的侍中、常侍、給事中等職，讓他們能夠出入宮禁，隨侍左右，顧問應對，參議要政。這些成為近臣的官員，身分相當於帝的賓客和幕僚。皇帝親自任和直接指揮的高級將顉，也往往參議機要。大司馬大將軍衛青、大司馬驃騎將軍霍去病，權勢都超過丞相，又兼以「侍中」之職，具有了參與宮廷重要決策的特殊地位。於是，和屬於丞相、御史大夫和九卿所構成的官僚機構「外朝」相對應的「中朝」得以形成。
「中朝」又稱「內朝」，由皇帝左右的親信的近臣所構成。重要政事，「中朝」在宮廷之內就先自作出了決策，再交由「外朝」的丞相來執行。
尚書，本來是皇帝身邊掌管文書的官員。「中朝」形成之後，尚書的地位日益重要。尚書和一般僅僅參與宮廷議政的官員不同，由於既有官署、官屬，又有具體的職司，作為皇帝的秘書機構，在「中朝」逐漸居於核心地位。
主管郡國上計和考課，並且根據官吏的政績，奏行賞罰，是丞相的主要職責之一。然而在漢武帝時代，卻有皇帝親自接受「上計」的情形。元封五年（前106年）春三月，漢武帝曾經東巡至於泰山，接受諸侯王列侯朝賀，「受郡國計」。太初元年（前104年），又曾經「受計於甘泉」。漢武帝直接「受計」，說明當時他已經牢牢把握了對各地諸郡國的控制權（前112年）。

### 儒表法裡
儘管漢武帝親近儒者，推崇儒學，不過實際上武帝對儒家是尊而不用，漢武時代的政治精神，外表像是文德並茂，實質卻是刻薄嚴厲的。漢武盛世的丞相，只是擺設，實權卻是在御史大夫身上。當時御史大夫的人選，如趙禹、張湯、杜周、桑弘羊等人皆是法家代表人物，為了討伐匈奴，必須使國力高度集中，他們便遵行這種政治原則來辦事。他們最重要的任務為：一、嚴密防止國內發生叛亂。二、盡量開發利源。
為了達到國內的徹底控制，武帝首先改訂法律。元光五年，他命張湯、趙禹共訂律令、造成西漢的法律恢復到秦代的嚴酷。例如其中的「見知法」，裡面規定如果看到別人犯法而不檢舉者，便與犯者同罪。這樣一來，官吏治法都以嚴酷為主，因此產生不少酷吏，如義縱、王溫舒等人，造成不少人民與高官因罪被殺，這種現象，在漢武帝晚年時最為嚴重。
至於開發利源方面，以鬻賣官爵為其中重要的一項。這項辦法始於元朔六年，由政府設「武功爵」十一級，這對吏治產生莫大的損害。此外最重要的是新經濟政策的實施，包括國營貿易事業的經營、新稅的徵收，新貨幣的發行以及鹽、鐵、酒的專利等。這些政策推行，大大增加政府的收入。

### 察舉制度
漢朝初期，逐步建立和健全了一系列選官制度和監察制度。在漢武帝時代，相關制度又進一步完善，漢武帝開創獻策上書為郎的選官途徑，在一定限度內接受批評政治的意見。那時四方人士上書言得失者多達千人，其中有些因此而取得了相當高的職位。車千秋原任高寢郎的低級職官，因為上書言事稱旨，後來被任命為列為九卿之一的大鴻臚，過了數月又為升為丞相。
察舉制此後成為漢代聘用官吏的制度，有的學者曾經指出，漢武帝「初令郡國舉孝廉各一人」的元光元年，是「中國學術史和中國政治史的最可紀念的一年。」

## 军事

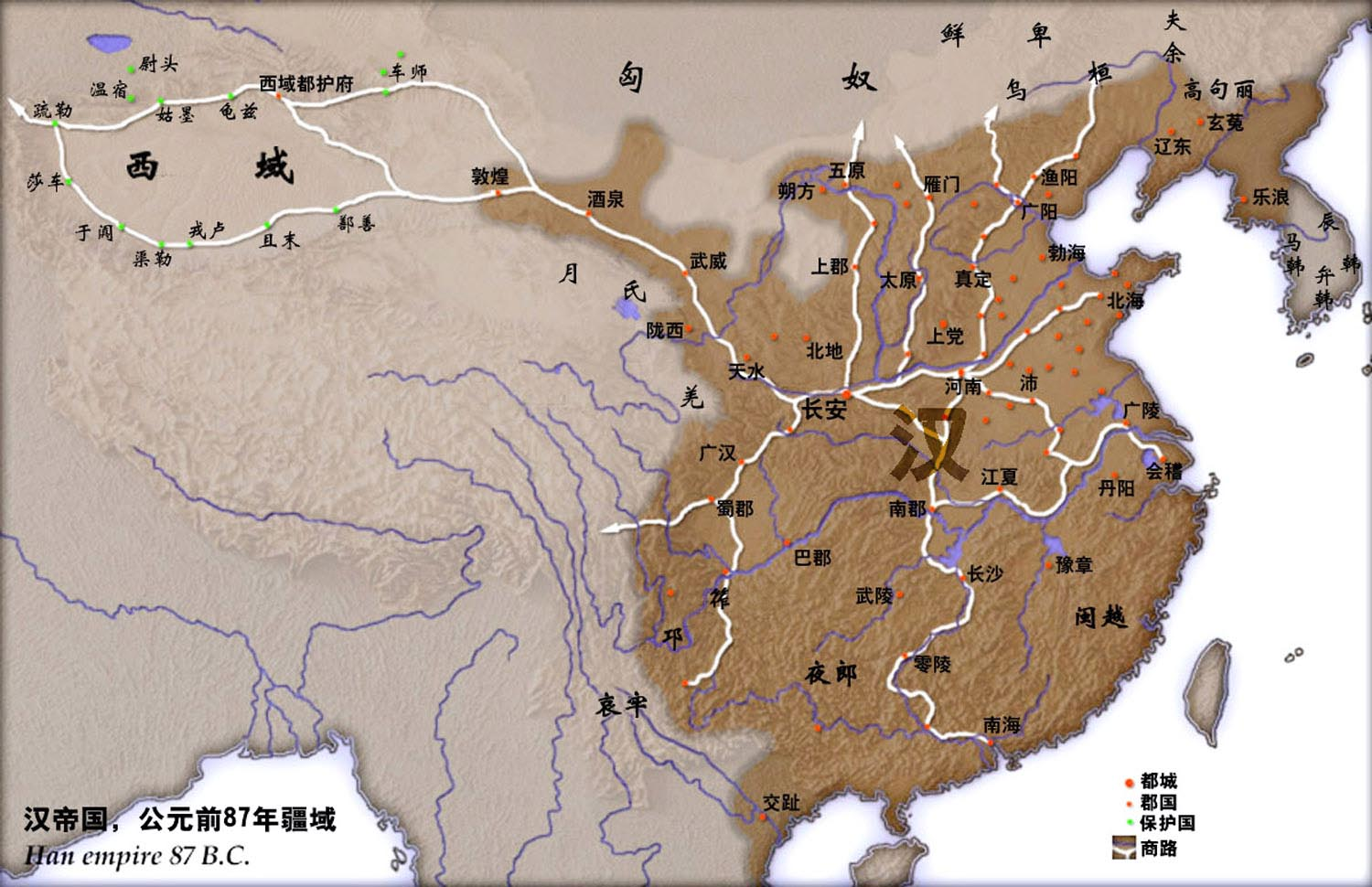
汉武帝后元二年（前87年）時漢朝的統治區域。

武帝時代，以軍事成為條件實現了漢帝國的疆域擴張。其中最重要的成就是北邊軍事形勢的改變。
匈奴自秦末以來一直威脅中國北邊，使農耕生產受到嚴重影響。甚至匈奴騎兵曾經侵襲長安鄰近地區。武帝即位之後，決心設法解決匈奴的外患問題。於是對匈奴發動一系列的戰爭。
经过李广、卫青和霍去病等人的北伐后，西汉西北边境上的威胁暂时解除。匈奴对中原北边农耕经济造成严重破坏的局面得以恢复。匈奴在军队主力以及人畜资产受到严重损失的情况下，继续向北远遁，并有七年时间即从公元前119年至前112年漠南无王庭，不过其后匈奴又南下与羌人组织联盟攻击汉朝。而西汉军队占领从朔方至张掖、居延间的大片土地，设置酒泉、武威、张掖及敦煌四郡，并且命令关东地区人民移民这一地区，此举不但保障河西走廊的安全，使西方地区的得到开发，更打通了中原文化和西域文化交通的通路。
即使是这样，匈奴尚有相当势力，其势仍足以威胁西汉王朝。在这种情况下，西汉统治者不得不调整其对匈奴的政策。此后相当长的一段时间，匈奴继续侵犯汉朝本部边塞，并屠杀朔方、五原等郡都尉、吏民，一直到公元前71年，由于匈奴内部的天灾和内乱才停止。公元前89年匈奴又遣使向汉武帝索要米酒1万石，粮食5千斛，丝绸1万匹的岁币，并以汉女为和亲公主。此外，汉武帝晚年对匈奴用兵不利，赵破奴、李广利和李陵先后战败被匈奴俘虏。

## 外交
張騫奉命出使西域後，以前後13年的艱難困苦為代價，使中原人得到了前所未聞及豐富的西域學術知識，同時使西漢王朝的聲威和漢文化的影響傳播到了當時中原人世界觀中的西極之地。張騫因為出使之功，封為博望侯。也使西漢與西域的通使往來十分頻繁，民間商貿也得到發展。張騫因遠行出使的經歷，在西域地區享有很高的威望。後來的漢使，多稱為「博望侯」以取信於諸國。
漢武帝除了北伐匈奴之外，也武力平定四方，大幅開擴領土，如三越、西南夷、朝鮮半島北部和西羌等地，成為西漢領土的一部分，而倭奴國、朝鮮半島南部和東南亞等地，也開始與西漢有文化上的交流與商業上的往來。

## 文化

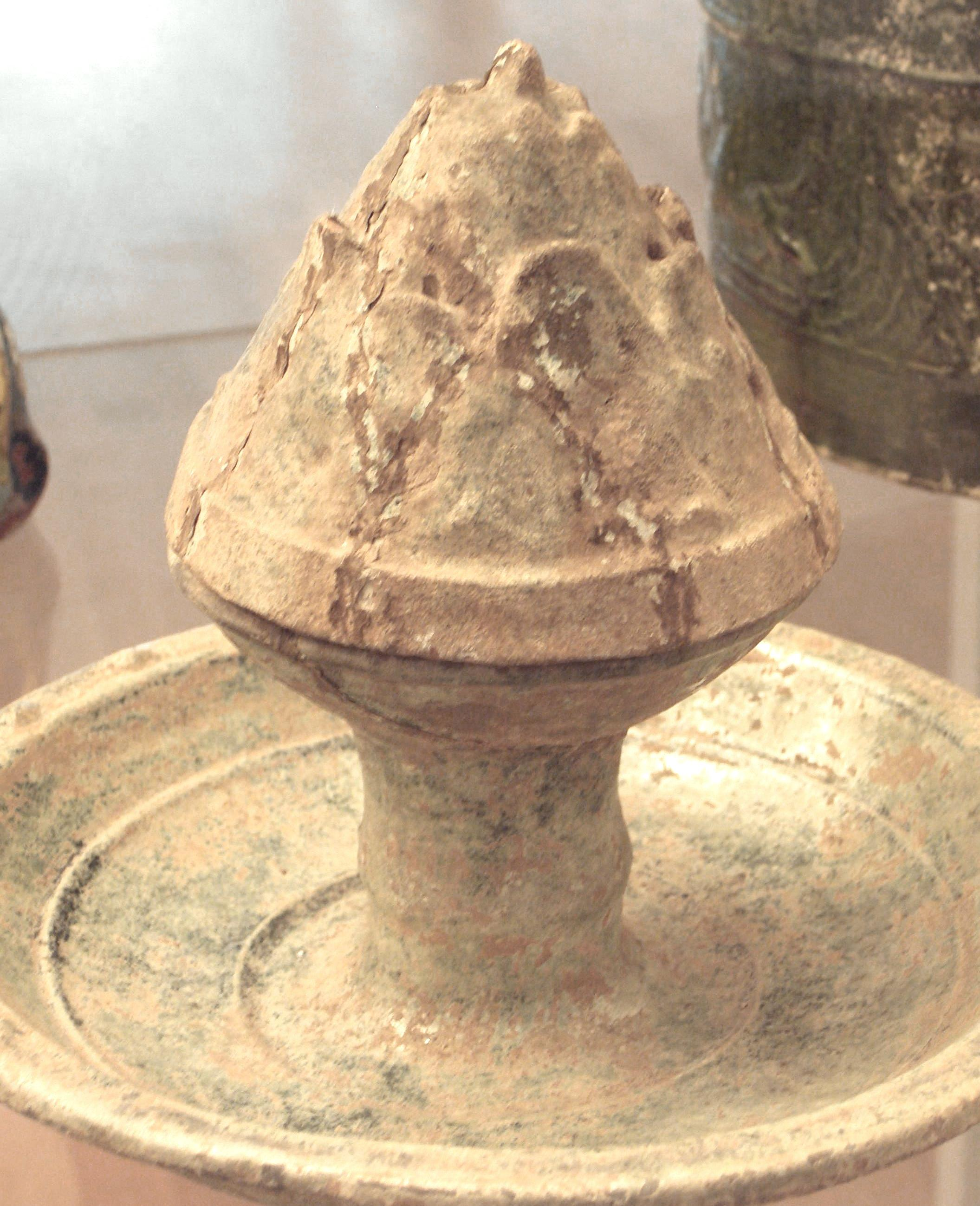
香爐模 明器。陶製。

西漢文化建設，是在漢武帝時代取得重大突破。例如「興太學，修郊祀，改正朔，定曆數，協音律，作詩樂，建封禪，禮百神」等，繼周代之後，「號令文章，煥焉可述。後嗣得遵洪業，而有三代之風」讚美漢武帝時代在文化方面的貢獻和創造。
漢武帝時代，數十年來多次挑起戰爭，割據地方的分裂勢力完全被平定。秦隸終於成為西漢帝國所通用，完成文字上的統一，漢武帝推行「罷黜百家，表章『六經』」的文化政策，結束先秦以來「師異道，人異論，百家殊方」的局面，於是「令後學者有所統一」，中國文化史進入新的歷史階段。
班固說，漢武帝時代在文化方面提供了偉大的歷史貢獻，重要原因之一，在於漢武帝能夠「疇咨海內，舉其俊茂，與之立功」，就是以寬懷之心，廣聚人才，給予他們文化發揮的寬闊舞臺，誘使他們充份表現自己的文化才幹。班固在《漢書‧公孫弘卜式兒寬傳》後的贊語中列數當時許多身分低下者受到提拔，終於立功立言的實例，指出正是由於漢武帝的獨異的文化眼光，使這些人才不致埋沒，於是備群士慕嚮，異人並出」，形成了歷史上引人注目的文化盛況。

### 學術

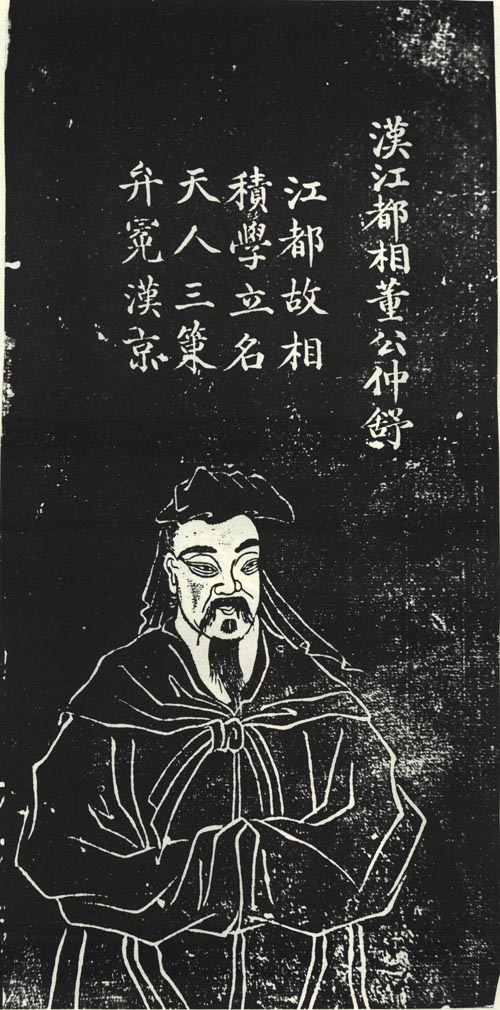
董仲舒画像

漢初政治結構相繼以「功臣」為行政主體和以「功臣子弟」為行政主體兩種形態。在漢武帝主持下，又開始了向以「賢臣」和「能臣」為行政主體的歷史轉變。而以董仲舒、公孫弘為首的儒學之士紛紛進入執政集團上層，正順應了這一歷史轉變的趨勢。
在這一時期，中國以大一統為基本形式的高度集權專制政治體制得以成型，以漢民族為主體的文化共同體得以基本形成，以儒學作為思想定式的制度也開始出現，不但確立儒學在百家之學的主導地位，更延續兩千多年。貶斥黃老刑名等百家之言，聘用文學儒者至數百人，實現所謂「罷黜百家，表章『六經』」的歷史性轉變，儒學之士於是在文化史的舞臺上逐漸成為主角。結束各派學術思想平等競爭的局面，對於學術思想的自由發展，有限制和遏止的消極作用。但是，這一變革肯定「以教為本」，否定了「以法為本」，從而為中華民族重視文化、重視教育的傳統的形成，扮演了重要的角色。

### 教育
漢武帝元朔五年，創建太學，是接當時儒家學者董仲舒的建議。董仲舒指出，太學可以作為「教化之本原」，也就是作為教化天下的文化基地。他建議，「臣願陛下興太學，置明師，以養天下之士」，這樣可以使國家得到未來的人才。所謂「養天下之士」，體現出太學在當時有為國家培育人才和儲備人才的作用。
漢武帝時期的太學，雖然規模很有限，只有幾位經學博士和五十名博士弟子，但是這一文化雛形，代表著中國古代教育發展的方向。太學生的數量，漢昭帝時增加到一百人，漢元帝增加到一千人，漢成帝末年增加到三千人，漢平帝時，太學生已經多達數千人，王莽時代進一步擴建太學，曾經興建校舍「萬區」。
太學的成立，助長民間積極向學的風氣，對於文化的傳播，成為重要的推手，同時使大官僚和大富豪子嗣壟斷官位的情形有所轉變，一般人家子弟得以增加入仕的機會，一些出身社會下層的人才，也有機會到朝廷做官。

## 經濟
文景二帝，延續漢代開國以來的清靜無為的黃老思想，主張輕徭薄賦、削省刑罰與避免征戰等休養生息的政策，這些政策實施的成果，讓生產日漸得到恢復和發展，社會出現了多年未有的穩定富裕的景象。
不過武帝時代，由於長年征討四方，因此在軍需方面消耗龐大，加上本身個人生活的享受，於是將文景之治所累積的積蓄花得一乾二淨。為了解決經濟上的困窘，漢武帝重用桑弘羊和孔愅等人，制定了一套經濟措施，整頓幣制，實現貨幣的統一，使中央政府控制金融要脈。
漢武帝時代經濟改革的主要內容，包括統一貨幣、官營鹽鐵、建立均輸和平準制度，以及強化重農抑商政策。當時藉由這些關鍵變革，使西漢帝國的經濟基礎得以空前強固。

### 統一貨幣
取消郡國鑄幣的權力，改由中央政府鑄造，另外發行新的貨幣，名「五銖錢」。它「重如其文」，以五銖的銅，鑄造面值相等的錢，使仿鑄者無利可圖。之後立五銖錢為全國唯一合法流通的貨幣，壟斷造幣的原料和技術，從而一掃私人鑄幣之風。

### 官營鹽鐵
中央政府在鹽、鐵產地分別設置鹽官和鐵官，實行統一生產和統一銷售，利潤為國家所有。鹽業官營的形式，是由在產鹽區設置的鹽官備置煮鹽用的「牢盆」，募人煮，產品由政府統一收購發賣。鐵業官營的形式，是由在產鐵區設置的鐵官負責採冶鑄造，發賣鐵器。
這項制度實施，使國家獨佔國計民生意義最重要的手工業和商業的利潤，可以供給皇室消費以及鉅額軍事支出。當時，人民的賦稅的負擔沒有增加，國家的收入大增，不但彌補財政上的赤字，並且還有羸餘。不過官營鹽鐵卻給社會經濟和民眾生活帶來負面的影響。例如官鹽價高而味苦，鐵製農具粗劣不合用等。

### 均輸制度
在各郡國設立均輸官，負責運輸各郡國的貢納物品；平準制度，就是平抑市場物價，由大司農在就城設立平準官，將各地運到長安的貨物，在京師市場上出售，利潤上歸國。並且「賈則賣之，賤則買之」，平抑市場物價。既保證對京師百姓的供應，又避免商人藉機弁取暴利。

### 重農抑商
漢武帝時代採取「算緡」和「告緡」打擊商人的政策。元狩四年，推行「算緡錢」制度，規定商人、兼營手工業的商人以及高利貸者，必須向政府申報其資產。商人有財產不申報或申報財產而不確實的，處罰他們到邊疆戍邊一年，另外沒收他的財產。元鼎四年，漢武帝又下令實行「告緡」，鼓勵民間相互告發違反「算緡」法令的行為。規定將所沒收違法商人資產的一半獎勵給告發者。「算緡」和「告緡」的推行，政府的收入增加許多，商人受到沉重的打擊，从而加強了中央政府的集权地位。

## 社會

### 前期
經過文景之治的數十年休養生息，社会经济得以恢复与发展，国家和民间的经济力量有了明显的积聚和提升，國家的錢財與糧食相當充實與飽滿，人民普遍過著安居樂業的生活。
西漢開國之後，初期的幾位皇帝鑑於秦王朝迅速滅亡的教訓，採用休養生息的一系列政策，减轻赋税，又廢除幾項秦代嚴厲的法律，例如挾書律、誹謗罪、妖言令等，使得當時的社會較為安定穩固，政治較為廉潔清明，得到了普遍民眾的愛戴與擁護。

### 後期
然而漢武帝多年北伐匈奴、征討四方，加上武帝本人生活的享受，以及嚴酷的刑罰與經濟政策的推行，產生不少社會問題。
第一个问题表现在兵连祸结，百姓因此受尽困苦。汉武帝的军事征伐所产生的负面影响也是极为明显的。最大的问题就是战争所需要的人力物力最终都要转嫁到百姓的头上，另外國力的過度浪費，武帝末期呈現出一片饑饉盜賊的亂象。武帝末年的全國人口，比初年减少了400万人。
第二个方面就是汉武帝不僅好大喜功，而且在生活上過著穷奢极欲的生活，加大了政府的经济开支，导致了民众生活的困苦。汉武帝曾多次巡遊全國，每次巡遊都帶著眾多官員浩浩蕩蕩出發，他所到之處，皆是大肆鋪張、奢侈浪費，都帶給當地的官吏與民眾沉重的負擔，另外在任內推動許多大型土木建设工程，他把原有的甘泉宫加以扩大，又兴建了建章宫、明光宫，皆是富麗堂皇、规模非常宏大。
第三个危机是爆发在统治集团上层，巫蛊之祸爆發後。僅在長安城內，死亡人數就高達數萬人，還有不少朝廷百官捲入其中，動亂結束後，朝廷有一半官職的位置空出來。後續在追查处理案件的过程中，各地又有數万人被株连受害，动摇了武帝末期的统治。

## 巫蛊之祸與輪臺之詔
漢武帝晚年篤信巫术，聽信江充讒言，導致發生了著名的巫蛊之祸，皇太子刘据被迫殺江充而謀反，結果兵敗而死，皇后卫子夫因此自殺。事后武帝也極為后悔，修建望思臺以悼念太子。
经济上，漢武帝時代經過多年對外戰爭和肆意挥霍，国库已经空虚，經濟遭受巨大衝擊，國力也出現了衰退的局面，汉武帝用桑弘羊执掌全国财政，将盐铁实行垄断专卖，并出卖爵位，允许以钱赎罪，雖然這些措施為政府的帶來許多收入，不過卻使吏治进一步腐败，官员利用职权巧取豪奪、欺压百姓的情况日益严重，导致百姓怨声载道。广大贫苦农民不堪官府和豪强的双重压榨，于汉武帝统治的中后期接连爆发起义，並且越演越烈。
军事上，由於出身将门良家子的李廣、李敢、李陵父子孫三代與外戚軍人衛青、霍去病、李廣利發生嚴重派系鬥爭，而使武帝晚年對匈奴的戰役中，遭到重大的挫敗。太初二年（前103年）秋，浚稽将军赵破奴率二万骑出朔方攻击匈奴，失利被俘；征和三年（前90年），又遣李廣利率70,000人北伐，結果都是全軍覆沒。
對外戰爭的失敗，國內的不安，以及家庭的慘變，在巫蠱之禍后，漢武帝利用遠征軍失利的時機發表了著名的輪臺之詔。辛德勇认为，轮台诏不是罪己诏，关于汉武帝罪己是资治通鉴的虚构，汉武帝死后并未改变西汉对外战争的基本国策。而田余庆认为汉武帝晚期改弦易辙。